# ヴラディミル・クレン
ヴラディミル・クレン（Vladimir Kren、1903年 - 1948年）は、クロアチアの軍人。第二次世界大戦時のクロアチア独立国空軍司令官。
ユーゴスラビア王国軍の航空隊に勤務、大尉。ドイツ軍のユーゴスラビア侵攻後、1941年4月4日、オーストリアのグラーツ飛行場に脱走。
ウスタシャ。クロアチア独立国建国と共に、大佐としてクロアチア軍（ドモブラン）に入隊。1941年4月19日、クロアチア空軍（Zrakoplovstvo NDH）が創設され、クレンはその司令官に任命された。同年、第1～第3航空群が編成され、6月、戦利品である60機のユーゴスラビア機が譲渡された。1941年末までに空軍には4個群（12個飛行隊、95機）、1942年末までには160機が存在した。クロアチア空軍は、東部戦線で戦闘に参加し、対パルチザン戦を支援した。
1943年9月1日までにクロアチア空軍は228機を保有した。1943年中に空軍は56機を失い、飛行士達の中には厭戦感情が広まった。1943年9月14日、A.ラグレイ大佐と交代し、退役した。
1944年6月4日、空軍司令官に復帰し、終戦まで同職に留まった。1944年夏、空軍から脱走が相次ぎ、壊滅状態となった。1945年5月、イタリアへ逃亡。
1947年に逮捕され、ユーゴスラビア当局に引き渡された。軍法会議により死刑を言い渡され、銃殺。